# Paraglossa
Paraglossa is een geslacht van vlinders van de familie snuitmotten (Pyralidae).

## Soorten
- P. atrisquamalis Hampson, 1906
- P. fumicilialis Hampson, 1916
- P. sanguimarginalis Hampson, 1916
- P. zonalis Hampson, 1906